# Điện kháng
Trong các hệ thống điện và điện tử, điện kháng (tiếng Anh: electrical reactance) là sự cản trở dòng điện của một phần tử trong mạch điện do điện cảm hoặc điện dung của phần tử đó. Phản ứng lớn hơn dẫn đến dòng điện nhỏ hơn cho cùng một điện áp được áp dụng. Điện kháng tương tự như điện trở, nhưng nó khác nhau ở một số khía cạnh.
Điện kháng được sử dụng để tính biên độ và thay đổi pha của dòng điện xoay chiều hình sin (AC) đi qua một phần tử mạch. Nó được ký hiệu là biểu tượng {\displaystyle \scriptstyle {X}}. Một điện trở lý tưởng có điện kháng bằng 0, trong khi cuộn cảm và tụ điện lý tưởng có điện trở bằng 0 – nghĩa là chỉ đáp ứng với dòng điện bằng điện kháng. Khi tần số tăng, phản ứng cảm ứng (cuộn cảm) tăng và phản ứng điện dung (tụ điện) giảm.

## So sánh với điện trở
Điện kháng tương tự như điện trở trong đó phản ứng lớn hơn dẫn đến dòng điện nhỏ hơn cho cùng một điện áp. Hơn nữa, một mạch được làm hoàn toàn bằng các phần tử chỉ có phản ứng (và không có điện trở) có thể được xử lý giống như một mạch được làm hoàn toàn bằng các phần tử không có phản ứng (điện trở thuần). Những kỹ thuật tương tự này cũng có thể được sử dụng để kết hợp các yếu tố với phản ứng với các yếu tố có điện trở nhưng thường cần số phức. Điều này được xử lý dưới đây trong phần về trở kháng.
Tuy nhiên, có một số khác biệt quan trọng giữa điện trở và điện kháng. Đầu tiên, phản ứng thay đổi pha để dòng điện qua phần tử được dịch chuyển bằng một phần tư chu kỳ so với điện áp đặt trên phần tử. Thứ hai, công không bị tiêu tan trong một thành phần điện kháng thuần túy mà được lưu trữ thay thế. Thứ ba, các điện kháng có thể mang giá trị âm để chúng có thể 'loại bỏ' lẫn nhau. Cuối cùng, các phần tử mạch chính có điện kháng (tụ điện và cuộn cảm) có điện kháng phụ thuộc tần số, không giống như các điện trở thường có cùng điện trở cho tất cả các tần số.